# Hydropsyche nadire
Hydropsyche nadire là một loài Trichoptera trong họ Hydropsychidae. Chúng phân bố ở miền Cổ bắc.